# Good Times (album)
Pour les articles homonymes, voir Good Times (homonymie).
Albums de Elvis Presley
Elvis: A Legendary Performer Volume 1
(1974) Elvis Recorded Live on Stage in Memphis
(1974)
Good Times est un album d'Elvis Presley sorti en 1974.

## Enregistrement
Huit des dix titres de l'album sont enregistrés aux studios Stax de Memphis du 10 au 14 décembre 1973. Take Good Care of Her et I've Got a Thing About You Baby sont issues de sessions antérieures aux mêmes studios (21-22 juillet 1973). D'autres titres enregistrés en décembre 1973 ont vu le jour l'année suivante sur l'album Promised Land.

## Titres

### Face 1
1. Take Good Care of Her (Arthur Kent, Edward C. Warren) – 2:52
2. Loving Arms (Tom Jans) – 2:53
3. I Got a Feelin' in My Body (Dennis Linde) – 3:32
4. If That Isn't Love (Dottie Rambo) – 3:30
5. She Wears My Ring (Felice Bryant, Boudleaux Bryant) – 3:18

### Face 2
1. I've Got a Thing About You Baby (Tony Joe White) – 2:20
2. My Boy (Bill Martin, Phil Coulter, Jean-Pierre Bourtayre, Claude François) – 3:18
3. Spanish Eyes (Bert Kaempfert, Eddie Snyder, Charles Singleton) – 2:20
4. Talk About the Good Times (Jerry Reed) – 2:23
5. Good Time Charlie's Got the Blues (Danny O'Keefe) – 3:08